# Cotton (鈴木聖美のアルバム)
『Cotton』（コットン）は、1988年5月21日に発売された鈴木聖美のオリジナル・アルバム。

## 解説
鈴木聖美名義の初アルバム。
実弟の鈴木雅之がプロデュースを担当。
「夜明けのスターライト」は鈴木雅之とのデュエット楽曲。本作発売後にシングルカットされた。ジャケットには姉弟で登場している。
織田哲郎、FENCE OF DEFENSEの西村麻聡にとっては鈴木姉弟と共に制作した唯一の作品である。

## 収録曲
作詞：岡田ふみ子（特記以外）／松本一起（2,6）
1. Sunday Morning (4:33)
  - 作曲：織田哲郎／編曲：村松邦男
2. ファンタジー (4:39)
  - 作曲：Nobody／編曲：村松邦男
3. 夜明けのスターライト (4:54)
  - 作曲：野田晴稔／編曲：伊藤銀次
4. TELL ME (4:54)
  - 作曲：村松邦男／編曲：奈良部匠平
5. 午前0時のYES (5:00)
  - 作曲・編曲：奈良部匠平
6. 近頃の男 (4:39)
  - 作曲：野田晴稔／編曲：奈良部匠平
7. TRUTH (3:44)
  - 作曲：鈴木雅之／編曲：奈良部匠平
8. 彼女たちは止まらない (4:19)
  - 作曲・編曲：西村麻聡
9. You are my dream (4:13)
  - 作曲：野田晴稔／編曲：村松邦男
10. WHY? (5:03)
  - 作曲：鈴木雅之／編曲：奈良部匠平